# Patrick Rooney (squash)
Pour les articles homonymes, voir Rooney.
Patrick Rooney, né le 16 juin 1997 à St Helens, est un joueur professionnel de squash représentant l'Angleterre. Il atteint le 18e rang mondial en janvier 2023, son meilleur classement. Il est champion d'Europe junior en 2016.

## Biographie
Patrick Rooney est le cousin du footballeur international anglais Wayne Rooney. Il est champion d'Europe junior par équipes et individuel en 2016 s'imposant face au Hongrois Balázs Farkas. En mai 2022, il intègre pour la première fois le top 20.

## Palmarès

### Titres
- Championnats d'Europe junior : 2016
- Championnat d'Europe par équipes : 3 titres (2022, 2023, 2025)

### Finales
- Championnats du monde par équipes : 2023